# Ian-myeon
Ian-myeon (koreanska: 이안면) är en socken i den centrala delen av Sydkorea, 150 km sydost om huvudstaden Seoul. Den ligger i kommunen Sangju i provinsen Norra Gyeongsang.